# 渡邊美穗
渡邊美穗（日语：／ Watanabe Miho */?，2000年2月24日—）是日本女藝人，為女子偶像團體日向坂46前成員，埼玉縣出身，所屬經紀公司為Queen-B。2017年以平假名櫸坂46二期生身分出道。2022年7月31日自日向坂46畢業，之後以演員為活動重心。

## 經歷
高中三年級時，在煩惱自己的未來，看到平假名櫸坂46追加成員徵選，因為本來就喜歡櫸坂46，便報名參加了。為了說服強烈反對渡邊成為偶像的母親，制定並實行了平衡徵選和大學入學考試兩者的計劃。
2017年8月13日，渡邊通過平假名櫸坂46追加成員徵選，並於15日首次披露。10月20日至12月29日，以本人的角色參與平假名櫸坂46一期生主演的電視劇《Re:Mind》，是為首次演出電視劇，也是唯一演出該劇的平假名櫸坂46二期生。
2018年3月，從高中畢業。9月24日，與金村美玖、丹生明里共同擔任埼玉縣警察的一日交通部長。
2019年1月17日，發行第一本個人寫真集《向陽之處》（陽だまり），於紐西蘭奧克蘭拍攝，為平假名櫸坂46第1位發行個人寫真集的成員，以1.7萬銷量取得Oricon公信榜書籍週榜寫真集部門第一位，綜合部門則是第五位。6月12日，公布將於9月18日舉行的「MTV日本音樂錄影帶大獎2019」，與成員佐佐木美玲、小坂菜緒、佐佐木久美一同擔任主持人。
2020年11月14日，在「埼玉150周年1年前活動」中，與金村美玖、丹生明里獲任命為埼玉縣宣傳大使「埼玉應援團」（小紫鴿俱樂部）的成員。
2021年1月5日，於電視劇《與想變成星星的你》中出演女主角琴坂那沙。
2022年4月3日，於日向坂46官網的個人部落格中宣布將在日向坂46第7張單曲《我這種人》宣傳期結束後自團體畢業，也是日向坂46第一位畢業的二期生成員。4月23日，於網絡劇《早安，沉睡之獅》中出演女主角綿貫玲實。6月27日，發行畢業紀念書籍《追尋自我》（私が私であるために）。6月1日發行的日向坂46第7張單曲《我這種人》的收錄曲《戀愛中的魚在空中飛翔》（恋した魚は空を飛ぶ）中首次擔任Center。6月28日，於東京國際論壇A廳舉行畢業典禮。7月3日，於日向坂46的冠名節目《在日向坂見面吧》中舉辦渡邊的畢業環節，節目最後由主持人奧黛麗給與畢業證書。同時也是最後一次以日向坂46成員的身分出演電視節目。7月31日，參加日向坂46第7張單曲《我這種人》發行紀念「線上見面＆問候（個別見面會）」的活動，以及進行最後的SHOWROOM直播，正式從日向坂46畢業。畢業後將以演員的身份繼續演藝活動。9月1日，宣布移籍經紀公司至「Queen-B」，並開設個人官方網站以及個人Instagram、官方Twitter帳號。
2023年4月3日，宣布擔任「埼玉籃球大使」。4月27日，宣布創立個人原創品牌「No.25」。9月30日，被日本女子籃球聯盟任命為W聯賽的官方大使。
2024年6月18日，宣布擔任文化放送「埼玉縣應援活動」代言人。8月26日，於24年度前期NHK晨間劇《如虎添翼》第106集中飾演地方法院裁判官秋山真理子，同時也是首次出演晨間劇。
2025年4月4日，擔任浦和西警察局的一日警察局長。

## 人物
- 暱稱為Miho（みほ）[1]、Bemiho（べみほ）[44][注 1]、Choro-chan（キョロちゃん）[45]。在日向坂46的冠名節目則經常被以「Miho Watanabe」（ミホ・ワタナベ）稱呼[注 2]。
- 進團初期的Catch Phrase（自我介紹詞）是：「我就是埼玉縣所誕生的怒濤般的起爆劑，我要按下大家的起爆開關」[5]。
- 特技是籃球，在小學及高中時期曾擔任學校籃球隊的隊長[46]，位置是控球后卫[47]，高中时参加过县级联赛[1][47]。

## 演唱歌曲
- 標註「★」符號者，表示該首歌曲有拍攝MV。

### 單曲選拔樂曲
日向坂46
|     | 發行日期       | 單曲名稱              | 參與歌曲名稱          | 名義            | 收錄於 | MV | 備註                       |
| --- | -------------- | --------------------- | --------------------- | --------------- | ------ | -- | -------------------------- |
| 1st | 2019年03月27日 | 心動了                | 心動了                |                 | 全版本 | ★  | A面曲                      |
| 1st | 2019年03月27日 | 心動了                | JOYFUL LOVE           |                 | 全版本 | ★  |                            |
| 1st | 2019年03月27日 | 心動了                | Footsteps             |                 | Type-B | ★  |                            |
| 1st | 2019年03月27日 | 心動了                | 悸動草                |                 | Type-C | ★  |                            |
| 1st | 2019年03月27日 | 心動了                | 如果沉默是愛          | （2期生）       | 通常盤 |    |                            |
| 2nd | 2019年07月17日 | Do Re Mi Sol La Si Do | Do Re Mi Sol La Si Do |                 | 全版本 | ★  | A面曲                      |
| 2nd | 2019年07月17日 | Do Re Mi Sol La Si Do | 狐狸                  |                 | 全版本 | ★  |                            |
| 2nd | 2019年07月17日 | Do Re Mi Sol La Si Do | 礙事的溫柔            |                 | Type-C | ★  | 與加藤史帆、上村日菜乃合唱 |
| 2nd | 2019年07月17日 | Do Re Mi Sol La Si Do | Dash&Rush             | （2期生&3期生） | 通常盤 |    |                            |
| 3rd | 2019年10月02日 | 如此喜歡你可以嗎？    | 如此喜歡你可以嗎？    |                 | 全版本 | ★  | A面曲                      |
| 3rd | 2019年10月02日 | 如此喜歡你可以嗎？    | 真正的時間            |                 | 全版本 | ★  |                            |
| 3rd | 2019年10月02日 | 如此喜歡你可以嗎？    | 川流不止息            |                 | 通常盤 |    |                            |
| 4th | 2020年02月19日 | 才沒這回事呢          | 才沒這回事呢          |                 | 全版本 | ★  | A面曲                      |
| 4th | 2020年02月19日 | 才沒這回事呢          | 青春之馬              |                 | 全版本 | ★  |                            |
| 4th | 2020年02月19日 | 才沒這回事呢          | 即使不開窗            |                 | Type-B | ★  |                            |
| 4th | 2020年02月19日 | 才沒這回事呢          | 我能為你做些什麼呢    | （2期生&3期生） | 通常盤 |    |                            |
| 5th | 2021年05月26日 | 只有你最強            | 只有你最強            |                 | 全版本 | ★  | A面曲                      |
| 5th | 2021年05月26日 | 只有你最強            | 聲音的足跡            |                 | 全版本 | ★  |                            |
| 5th | 2021年05月26日 | 只有你最強            | 世界充滿了Thank you!  | （2期生）       | Type-D | ★  |                            |
| 5th | 2021年05月26日 | 只有你最強            | 巨大的夢想壓垮了我    |                 | 通常盤 |    |                            |
| 6th | 2021年10月27日 | 話說                  | 話說                  |                 | 全版本 | ★  | A面曲                      |
| 6th | 2021年10月27日 | 話說                  | 無論多少次無論多少次  |                 | 全版本 | ★  |                            |
| 6th | 2021年10月27日 | 話說                  | 意想不到的雙虹        |                 | Type-A |    |                            |
| 6th | 2021年10月27日 | 話說                  | 呵欠Letter            | Color Chart     | Type-C | ★  |                            |
| 6th | 2021年10月27日 | 話說                  | 傷停補時              |                 | 通常盤 |    |                            |
| 7th | 2022年06月01日 | 我這種人              | 我這種人              |                 | 全版本 | ★  | A面曲                      |
| 7th | 2022年06月01日 | 我這種人              | 飛機雲的形成理由      |                 | 全版本 | ★  |                            |
| 7th | 2022年06月01日 | 我這種人              | 戀愛中的魚在空中飛翔  | （2期生）       | Type-D | ★  | 首次擔任歌曲Center         |
| 7th | 2022年06月01日 | 我這種人              | 不知不覺被愛著        |                 | 通常盤 |    |                            |

平假名櫸坂46
| 發行日期        | 歌名                 | 名義                | 收錄於                     | MV | 備註 |
| --------------- | -------------------- | ------------------- | -------------------------- | -- | ---- |
| 2017年010月25日 | NO WAR in the future | 平假名櫸坂46        | 櫸坂46《就算風吹》Type-B   |    |      |
| 2018年03月07日  | 一半的記憶           | 平假名櫸坂46第2期生 | 櫸坂46《打破玻璃！》通常盤 |    |      |
| 2018年08月15日  | 快樂氛圍             | 平假名櫸坂46        | 櫸坂46《矛盾心理》Type-B   | ★  |      |
| 2019年02月27日  | 想對你說的話         | 平假名櫸坂46        | 櫸坂46《黑羊》全版本       | ★  |      |
| 2019年02月27日  | 擁抱你               | 平假名櫸坂46        | 櫸坂46《黑羊》Type-B       |    |      |

坂道AKB
| 發行日期       | 歌名     | 名義    | 收錄於                        | MV | 備註 |
| -------------- | -------- | ------- | ----------------------------- | -- | ---- |
| 2019年03月13日 | 初戀之門 | 坂道AKB | AKB48《回憶上心頭DAYS》Type-B | ★  |      |

### 專輯選拔樂曲
日向坂46
|     | 發行日期       | 專輯名稱   | 參與歌曲名稱              | 名義 | 收錄於 | 備註 |
| --- | -------------- | ---------- | ------------------------- | ---- | ------ | ---- |
| 1st | 2020年09月23日 | HINATAZAKA | 心機小可愛                |      | 全版本 | ★    |
| 1st | 2020年09月23日 | HINATAZAKA | 跳得比誰都還高！2020      |      | Type-A |      |
| 1st | 2020年09月23日 | HINATAZAKA | 日向坂                    |      | Type-A |      |
| 1st | 2020年09月23日 | HINATAZAKA | NO WAR in the future 2020 |      | Type-B |      |
| 1st | 2020年09月23日 | HINATAZAKA | 不顧一切地                |      | Type-B |      |
| 1st | 2020年09月23日 | HINATAZAKA | My fans                   |      | Type-B |      |
| 1st | 2020年09月23日 | HINATAZAKA | 約定之卵 2020             |      | 通常盤 |      |

平假名櫸坂46
|     | 發行日期       | 專輯名稱   | 參與歌曲名稱         | 名義      | 收錄於 | 備註                     |
| --- | -------------- | ---------- | -------------------- | --------- | ------ | ------------------------ |
| 1st | 2018年06月20日 | 起跑的瞬間 | 沒有期待的自己       |           | 全版本 | ★                        |
| 1st | 2018年06月20日 | 起跑的瞬間 | 不成熟的憤怒         | （2期生） | Type-A |                          |
| 1st | 2018年06月20日 | 起跑的瞬間 | 不准敲門！           |           | Type-A |                          |
| 1st | 2018年06月20日 | 起跑的瞬間 | 約定之卵             |           | Type-A |                          |
| 1st | 2018年06月20日 | 起跑的瞬間 | 想要變漂亮           |           | Type-B | 與小坂菜緒、丹生明里合唱 |
| 1st | 2018年06月20日 | 起跑的瞬間 | 衝往最前排           | （2期生） | Type-B |                          |
| 1st | 2018年06月20日 | 起跑的瞬間 | 像車輪摩擦般哭泣的你 |           | Type-B |                          |
| 1st | 2018年06月20日 | 起跑的瞬間 | 平假名的戀愛         |           | 通常盤 |                          |

## 演出

### 電視劇
- Re:Mind （2017年10月20日－12月29日，東京電視台）：飾演 渡邊美穗[48]
- DASADA系列（日本電視台）：飾演 篠原沙織[49]
  - DASADA（2020年1月16日－3月19日）[50]
  - DASADA ～迎向未來的倒數計時～（2020年7月2日－9月10日）[51]
- 與想變成星星的你（2021年1月5日、6日，日本電視台）：飾演 琴坂那沙（女主角）[52]
- 聲春！（2021年4月29日－7月1日，日本電視台）：飾演 尼崎天音[53]
- 女子美味漢堡部2021夏SP（2021年6月27日，東京電視台）：飾演 森林映美[54][注 3]
- 孤獨的美食家第十季 第8集（2022年11月25日，東京電視台）：飾演 大槻萌[55]
- 開往名古屋的末班車 〜再次乘坐樽見鐵道篇〜（2022年12月6日，名古屋電視台）：飾演 [56]
- 鴉色刑事組 特別篇（2023年1月14日，富士電視台）：飾演 本多綠[57]
- Brother Trap 兄弟陷阱（2023年1月25日－3月22日，TBS）：飾演 三宅繪里子[58]
- 陷入沼澤。港區女高中生 第一集（2023年2月25日，日本電視台）：飾演 笹美穗（笹ほのか）[59]
  - 國寶級男友選拔 第二集（2023年3月1日，Hulu）：飾演 大學生 笹美穗（笹ほのか）[59]
- SHUT UP（2023年12月4日－2024年1月29日，東京電視台）：飾演 浅井紗奈[60]
- 我要搶走你的戀人。（2024年4月14日－6月16日，朝日放送電視台）：飾演 早川梨沙[61]
- 晨間劇 如虎添翼 第106集至第110集（2024年8月26日－30日，NHK綜合台、NHK BS、NHK BS Premium 4K）：飾演 秋山真理子[62]
- Love Live!校園偶像音樂劇 the DRAMA（2024年11月22日－12月27日，毎日放送）：飾演 椿瑠璃香（椿ルリカ）[63]
- 咖啡館羈絆、閉店了（2025年3月1日－29日，愛知電視台）：飾演 辻亞希菜[64][65]
- 雨過天晴的我們（2025年7月3日－，東京電視台）：飾演 藍澤堇（藍沢すみれ）[66]

### 電影
- 我的!（；2024年11月8日，GAGA）：飾演 關川亞子（主演）[注 4][67]
- 青春格式塔崩壞（；2025年6月13日，NAKACHIKA PICTURES）：飾演 間宮朝葉（主演）[注 5][68]

### 網絡劇
- 與想變成星星的你〜另一個故事〜（；2021年1月5日、6日，Hulu）：飾演 琴坂那沙（女主角）[52]
- 早安，沉睡之獅（；2022年4月23日，光TV（日语：ひかりTV））：飾演 綿貫玲實（女主角）[69]
  - 早安，沉睡之獅2（2023年4月12日，Lemino、光TV）：飾演 綿貫玲實[70]
- 無法消除的「我」-復仇的連鎖- Hulu原創故事《來自過去的復仇者》（2024年3月30日，Hulu）：飾演 謎之女性[71]

### 電視節目
- 總之先試著成為NBA的粉絲吧？（とりあえずNBAファンになってみる?；2020年7月4日－12月19日，NBA Rakuten）- 常規出演[1][72]
- CHOTeN～這個星期，預想誰？～（2021年10月2日－2022年7月3日，東京電視台）- 常規出演[73][74]
- BS12 B聯賽 LIVE（2022年10月2日－，BS12 TwellV）-「輝け!高校バスケ」的旁白[75][76]
- 熱血籃球（2022年10月3日－2024年9月，NHK BS）- 應援隊[77]
- Cinema Addict（2023年1月8日－，BS東視）- 採訪者、導覽員[78][79]
- Cinema Crash（2024年5月27日－，BS東視）- 電影導覽員[80]

### 舞台劇
- AYUMI（あゆみ；2018年4月20日－5月6日，東京AiiA劇場）- 口琴隊[81]
- 魔法紀錄 魔法少女小圓外傳（マギアレコード 魔法少女まどか☆マギカ外伝；2018年8月24日－9月9日，TBS赤坂ACT劇場）：飾演 深月菲莉西亞 （深月フェリシア）[82]
- 音樂劇「逃跑吧！」〜莫扎特的劇本作者洛倫佐·達·彭特〜（音樂劇「逃げろ！」〜モーツァルトの台本作者 ロレンツォ・ダ・ポンテ〜；2023年2月10日－12日，福岡：運河城劇場／2月17日－19日，大阪：梅田藝術劇場 主劇場／2月21日－3月1日，東京：新國立劇場 中劇場）：飾演 Coco[83]
- SUNNY（2023年6月26日－7月5日，東京：豐島區藝術文化劇場／7月9日－13日，大阪：梅田藝術劇場）：飾演 奈美[84][85]
- 朗讀劇「為了N」（2023年10月15日，山野會館）：飾演 杉下希美[86]
- 朗読劇「たもつん」（2025年5月14日－18日，IMM THEATER）：飾演 ミナミン[87]

### 電台節目
- Belc呈獻 日向坂46的把多餘的事情也做了吧！（2020年10月2日、2021年2月5日－2022年7月1日，TOKYO FM）- 主要主持人[注 6][92]
- ナニモノ!（2022年10月13日，文化放送）- 主持人[93][94]
- RECOMMEN！ FRIDAY 渡邊美穗的「我，因為是天才」（2023年9月8日、文化放送）- 主持人[95]
- 渡邊美穗的我喜歡埼玉〜〜！（2024年1月3日、7月15日、11月15日[96]；2025年2月25日[97]、5月6日[98]、8月11日，文化放送）- 主持人[99][100]

### 電視動畫
- Pickles the Frog -心情的顏色-（；2020年10月4日，BS12 TwellV）：聲演 美穗[101]
- Animation x Paralympic：誰是你的英雄？（アニ×パラ～あなたのヒーローは誰ですか～；2023年3月12日，NHK BS1）：聲演 黑部舞奈[102]

### 音樂錄影帶
- 清龍人《If I stay out of life…? (feat. Leo Uchida from Kroi)》（2022年11月16日，日本索尼音樂娛樂）[103][104]
- the shes gone《アポストロフィ》（2023年3月16日，UK PROJECT）[105]
- Joint Beauty「Joy (feat. 拜田祥子 & 渡邊美穗)」（2025年6月6日）[106]
- Marcy「青空」（2025年6月13日，Universal Sigma）[107]

### 活動
- Mynavi 未確認Festival 2019（2019年8月25日，STUDIO COAST）- 應援女孩[108]
- 埼玉 150th Project
  - 埼玉150周年1年前活動（2020年11月14日，埼玉會館）[109]
  - 150th anniversary Special活動（2021年11月14日，埼玉會館）[110]
- 第30回 Mynavi Tokyo Girls Collection 2020 SPRING／SUMMER（2020年2月29日，國立代代木競技場第一體育館）[111]
- AGESTOCK2022 in 早稻田祭 渡邊美穗脫口秀（2022年11月6日，早稻田大學 西早稻田校區）[112]

## 書籍
- 追尋自我（私が私であるために；2022年6月27日，日經BP）[113]

### 寫真集
- 向陽之處（陽だまり；2019年1月17日，幻冬舍）[114]

### 雜誌連載
- 日經娛樂！（2020年1月4日－2022年5月2日，日經BP）- 日向坂46 二期生 渡邊美穗 今日也要笑著全力奔跑[115]

## 備註
1. ↑  有時也使用[5]。
2. ↑  此種日語姓名拼讀方式主要用於外籍人士。在節目中係為營造趣味性而使用。
3. ↑  代替暫停活動的佐佐木美玲演出。
4. ↑  與木村柾哉（INI）共同主演。
5. ↑  與佐藤新雙主演。
6. ↑  2021年2月5日至3月26日、4月16日至5月7日、6月11日至18日、7月9日的主持人[88][89][90]。4月以後成為週替主持人[91]。

## 外部連結
- 渡邊美穗官方網站（日語）
- 經紀公司個人介紹頁 （页面存档备份，存于）（日語）
- 渡邊美穗的Instagram帳戶（2022年9月1日－）（日語）
- 渡邊美穗官方的X（前Twitter）（2022年9月1日－）（日語）

日向坂46時期
- 日向坂46個人介紹頁（日語）
- 渡邊美穗 官方部落格 - 日向坂46官方網站（2017年12月9日－2022年8月31日）（日語）
- 渡邊美穗1st寫真集《向陽之處》【公式】的X（前Twitter）（2018年11月27日－）（日語）
- 渡邊美穗首本寫真集 特設網站 （页面存档备份，存于） - 幻冬舍
- 渡邊 美穗（日向坂46）的SHOWROOM專頁（页面存档备份，存于）（日語）